# Idaea proclivata
Idaea proclivata là một loài bướm đêm trong họ Geometridae.